# Alna Station
Alna Station (Alna stasjon eller Alna holdeplass) er en jernbanestation på Hovedbanen i det østlige Oslo. Stationen består af to spor med en øperron imellem, der er forbundet med omverdenen med en gangbro. Den ligger lige ved siden af godstogsterminalen Alnabruterminalen.
Stationen betjenes af NSB’s lokaltog mellem Spikkestad og Lillestrøm.
Stationen blev etableret 7. juni 1971, da Hovedbanen blev omlagt i en kurve forbi det gamle stationsområde på Alnabru Station. Der havde tidligere eksisteret en station af samme navn, der blev anlagt i 1872 omtrent hvor den senere Alnabru Station kom til at ligge, men den blev nedlagt allerede året efter.